# 2024년 튀르키예항공우주산업 본사 총격 테러
2024년 10월 23일, 튀르키예 수도 앙카라 소재의 튀르키예항공우주산업 (TUSAŞ) 본사 총격 테러 사건으로 7명이 사망하고 22명이 부상을 입었다. 쿠르드노동자당은 본인들의 소행이라고 주장했다.

## 배경
이 회사는 방위 및 항공 설계, 개발 및 제조를 전문으로 하는 튀르키예의 주요 민간기업 중 하나이다. 대표적인 프로젝트로는 튀르키예 최초의 국산 전투기 5세대 칸을 개발 중에 있다. 이 테러 사건은 방위·항공산업 무역박람회가 열리는 기간 중 발생하였다.
또 이 공격은 레제프 타이이프 에르도안 대통령의 동맹인 민족주의 극우 성향의 민족주의운동당 지도자 데블레트 바흐첼리가 쿠르디스탄 노동자당의 투옥된 지도자 압둘란 외잘란이 폭력 사용을 중단하고 자신의 단체를 해체하기로 동의하면 가석방될 수도 있다고 제안한 지 하루 만에 발생하였다.

## 전개
두 명의 용의자는 여성 한 명과 남성 한 명이고 이들은 진압되었다. 알리 예를리카야 내무장관은 이번 공격이 반군 단체인 쿠르드노동자당과 관련 있을 것이라고 짚었다. 사망자 4명은 항공사 직원이고 나머지 한 명은 택시운전사이다. 용의자들은 이 택시를 이용해 공격에 나섰다고 알려졌다. 정부 집계에 따르면 부상자 22명 중 7명은 특수부대원이다.
"앙카라 튀르키예우주항공산업 시설에서 벌어진 희생적 행위는 쿠르드노동자당의 '불멸 대대'가 수행한 것이다. (TUSAŞ를 테러 표적으로 삼은 이유는) 쿠르드족 어린이와 여성 등 민간인 수천명을 죽인 무기를 만들었기 때문이다."— 쿠르드노동자당 성명 (2024년 10월 26일)

## 당국의 대응
브릭스 정상회의 참석차 러시아 타타르스탄공화국 카잔에 있던 에르도안 대통령은 현지에서 테러 소식을 듣고 이를 강력 규탄하였다.
"극악무도한 테러 공격을 규탄한다."— 러시아를 순방 중이던 에르도안 대통령의 발언

사건 발생 후 투르크노동자당을 테러의 배후로 지목하고 주 활동지역인 이라크 북부와 시리아를 연일 공습하였다.

## 주요국의 반응
러시아
"우리는 어떤 동기이든 이런 식의 시위를 비난한다."— 블라디미르 푸틴 러시아 대통령

## 같이 보기
- 2016년 3월 앙카라 폭탄 테러
- 2016년 2월 앙카라 폭탄 테러